# هوميرفيل
هوميرفيل (بالإنجليزية: Homerville, Georgia)‏ هي مدينة تقع في مقاطعة كلينتش، جورجيا بولاية جورجيا في الولايات المتحدة. تبلغ مساحة هذه المدينة 5.7 (كم²)، وترتفع عن سطح البحر 54 م، بلغ عدد سكانها 2456 نسمة في عام 2010 حسب إحصاء مكتب تعداد الولايات المتحدة.

## أعلام
- تومي بارتليت

## وصلات خارجية
- Cities & Counties - Georgia.gov